# John Davis (gouverneur du Massachusetts)
Pour les articles homonymes, voir John Davis et Davis.
John Davis (13 janvier 1787 - 19 avril 1854) est un homme politique américain. Il est gouverneur du Massachusetts sous l'étiquette whig à deux reprises, de 1834 à 1835 et de 1841 à 1843.